# Jacqueline Kennedy Onassis Reservoir

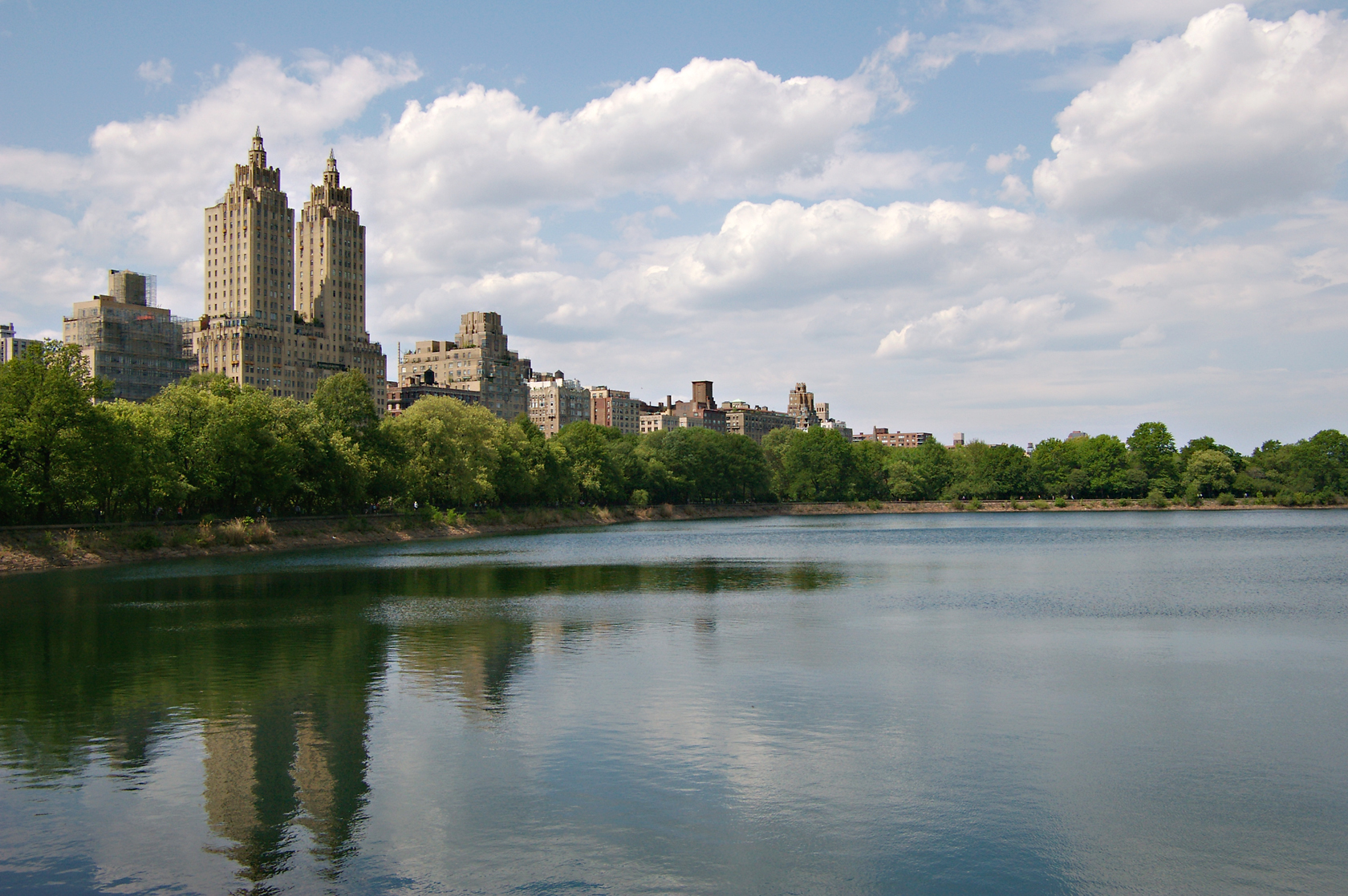
Jacqueline Kennedy Onassis Reservoir, 2006

Jacqueline Kennedy Onassis Reservoir är den största vattensamlingen, ett tidigare vattenmagasin, i Central Park i Manhattan, New York, USA. Den namngavs efter Jacqueline Kennedy Onassis 1994, samma år hon dog. Tidigare hette den, och är ibland fortfarande känd som, Central Park Reservoir. 
Den anlades mellan 1858 och 1862. Dess ursprungliga syfte var att förse staden med rent vatten, ett användningsområde som nuförtiden inte tillämpas. Reservoaren tillför idag vatten till parkens övriga vattensamlingar.
Jacqueline Kennedy Onassis Reservoir täcker en yta på 43 hektar och har en volym på 3 800 000 m³ vatten. Platsen är välbesökt, med en motionsslinga som löper runt sjön. Kennedy Onassis brukade utnyttja slingan för promenader och löpning. Reservoaren har en stor ekologisk betydelse för parken. Över 20 olika arter av sjöfåglar förekommer, förutom änder, gäss och olika måsar, finns exempelvis sothöns, lom, skarv, dopping och häger, vilket gör området populärt bland fågelskådare.

## Galleri

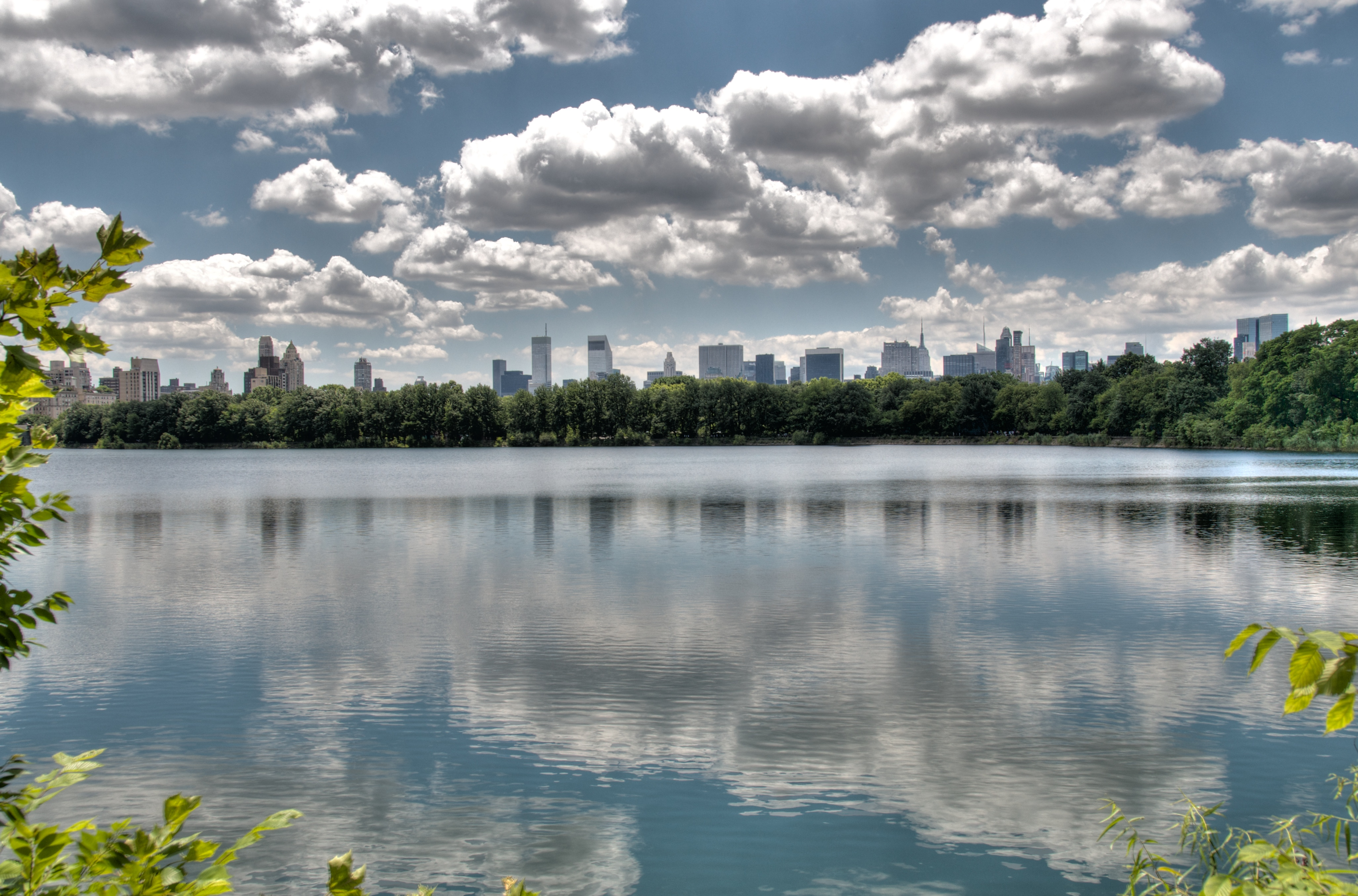
2009
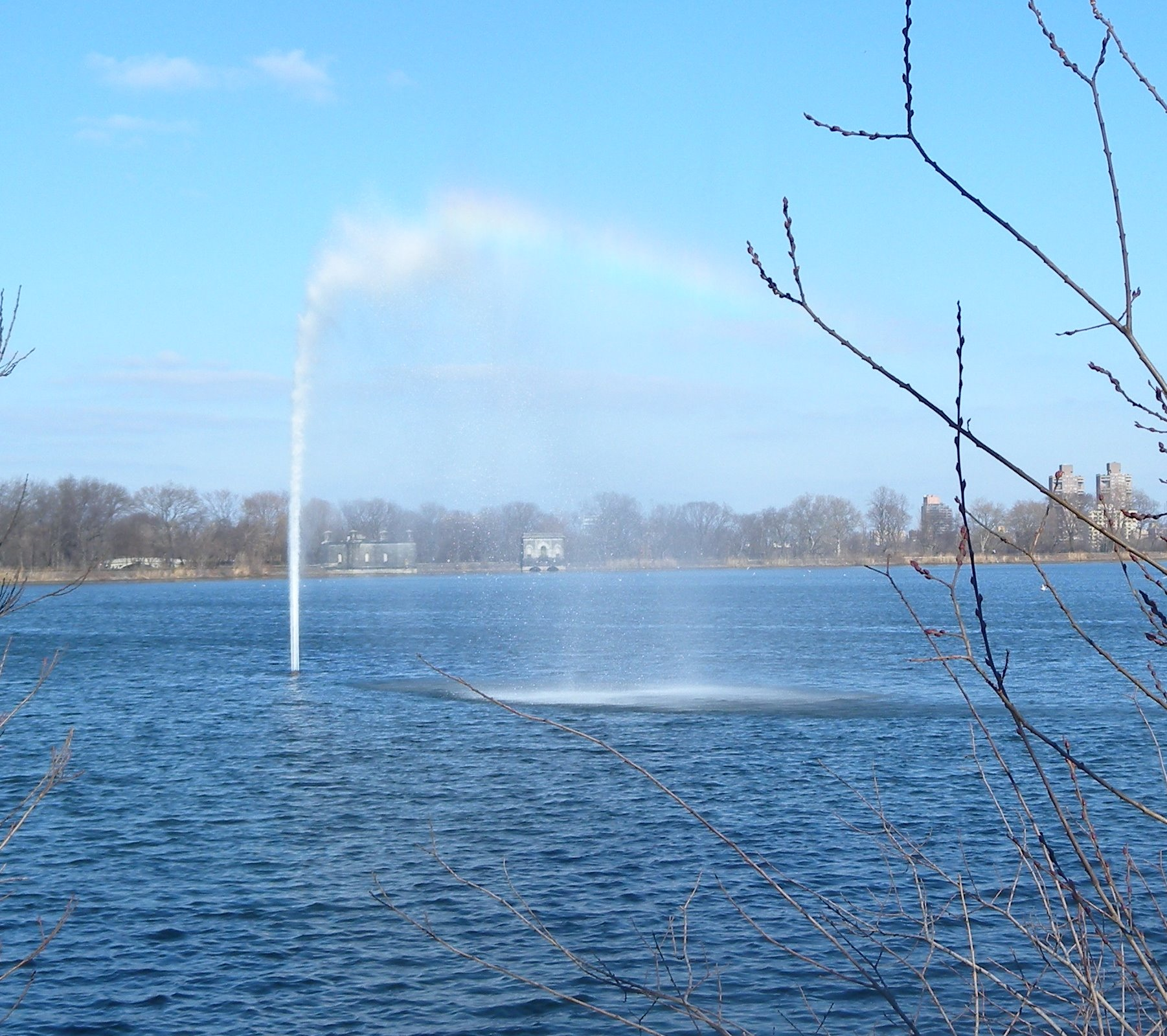
Utsikt mot nordöst, 2012
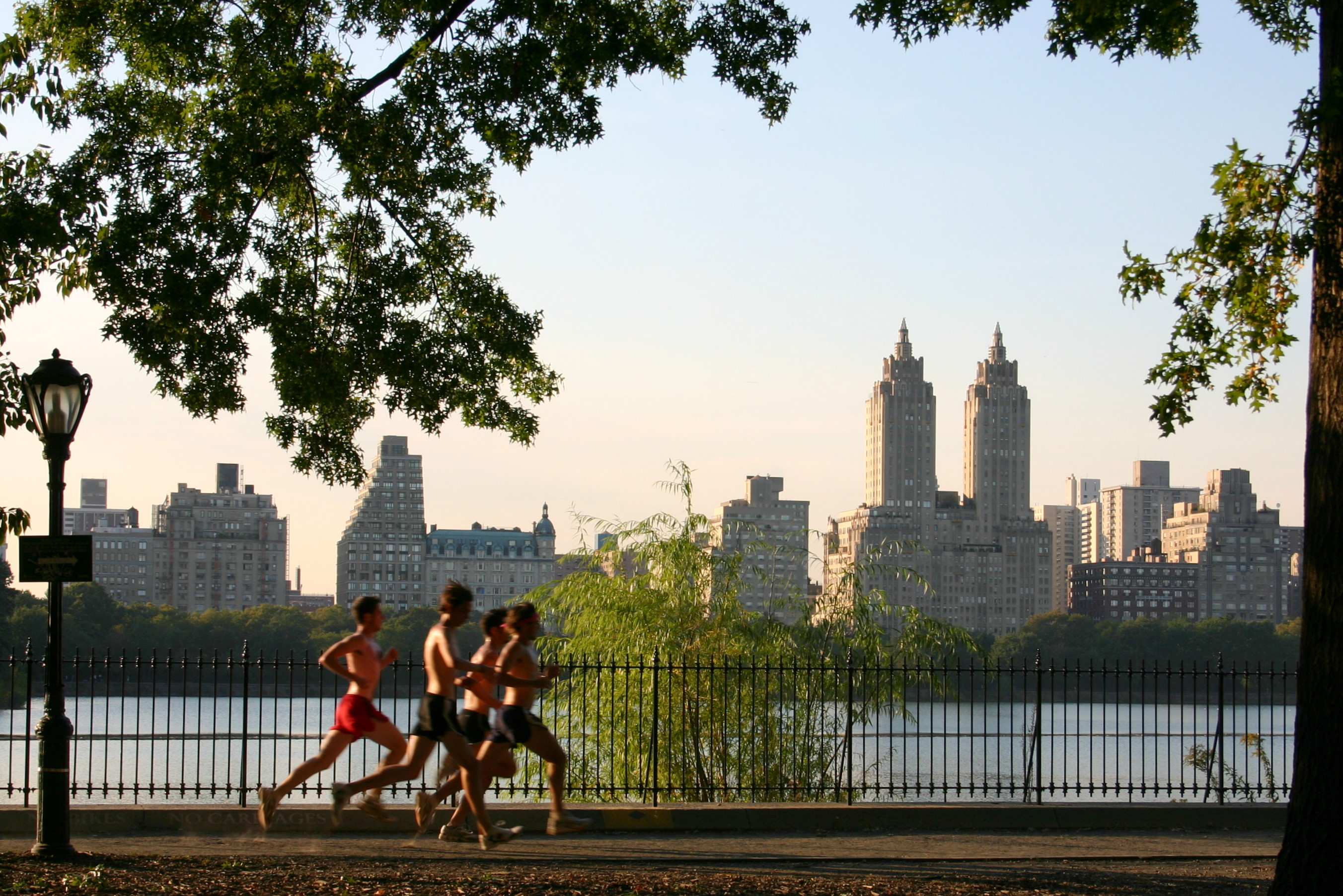
Joggare vid reservoaren, 2006